# Ferula stewartiana
Ferula stewartiana là một loài thực vật có hoa trong họ Hoa tán. Loài này được O.E.Schulz mô tả khoa học đầu tiên năm 1933.